# Colin Towns
Colin Towns est un compositeur britannique né à Londres le 13 mai 1948,.

## Filmographie
- 1977 : Le Cercle infernal (Full Circle)
- 1979 : The Dumb Waiter
- 1981 : Live at Oxford Polytechnic (TV)
- 1983 : The Rocking Horse Winner
- 1983 : Born of Fire
- 1983 : Slayground
- 1984 : Ian Gillan Band at the Rainbow (vidéo)
- 1985 : Shadey
- 1986 : Rawhead Rex, le monstre de la lande (Rawhead Rex)
- 1987 : Bellman and True
- 1988 : The Fear (série télévisée)
- 1989 : The Fifteen Streets (TV)
- 1989 : Fellow Traveller (TV)
- 1989 : Getting It Right
- 1989 : Embrasse-moi, vampire (Vampire's Kiss)
- 1989 : Capital City (série télévisée)
- 1989 : A Master of the Marionettes (TV)
- 1989 : The Wolves of Willoughby Chase
- 1990 : La Fille des ténèbres (Daughter of Darkness) (TV)
- 1990 : La Main de l'assassin (Hands of a Murderer) (TV)
- 1991 : Clarissa (TV)
- 1991 : Smack and Thistle (TV)
- 1992 : Truckers (série télévisée)
- 1992 : City Boy (TV)
- 1992 : Between the Lines (série télévisée)
- 1992 : Nice Town (feuilleton TV)
- 1992 : The Blackheath Poisonings (TV)
- 1993 : A Question of Guilt (TV)
- 1993 : Don't Leave Me This Way (TV)
- 1993 : Stark (TV)
- 1993 : Wide-Eyed and Legless (TV)
- 1993 : Curacao (TV)
- 1994 : Cadfael (série télévisée)
- 1994 : The Dwelling Place (TV)
- 1994 : Pat and Margaret (TV)
- 1994 : Passion sous surveillance (Captives)
- 1994 : Les Maîtres du monde (The Puppet Masters)
- 1995 : The Buccaneers (feuilleton TV)
- 1995 : Chiller (série télévisée)
- 1995 : Body Language (TV)
- 1995 : The Wind in the Willows (TV)
- 1996 : The Crow Road (feuilleton TV)
- 1996 : Bodyguards (série télévisée)
- 1996 : The Tide of Life (feuilleton TV)
- 1996 : Our Friends in the North (feuilleton TV)
- 1996 : The Girl (TV)
- 1996 : The Sculptress (TV)
- 1996 : Space Truckers
- 1997 : Ivanhoe (feuilleton TV)
- 1997 : The Wingless Bird (TV)
- 1997 : Into the Blue (TV)
- 1997 : The Moth (en) (TV)
- 1997 : Noah's Arc (série télévisée)
- 1997 : The World of Peter Rabbit and Friends (série télévisée)
- 1997 : Le Cheval pâle (TV)
- 1997 : The Beggar Bride (TV)
- 1997 : The Locksmith (feuilleton TV)
- 1997 : Rag Nymph (feuilleton TV)
- 1997 : Sex & Chocolate (TV)
- 1998 : March in Windy City (TV)
- 1998 : Heaven on Earth (TV)
- 1998 : Imogen's Face (TV)
- 1998 : This Could Be the Last Time (TV)
- 1998 : Vig (vidéo)
- 1999 : Faeries
- 1999 : The Animal Train (vidéo)
- 1999 : Tilly Trotter (TV)
- 1999 : The Dark Room (TV)
- 1999 : The Waiting Time (TV)
- 1999 : Hôtel Paradiso, une maison sérieuse (Guest House Paradiso), d'Adrian Edmondson
- 2000 : The Secret (TV)
- 2000 : Disparition en haute mer (Deceit) (TV)
- 2000 : Maybe Baby ou Comment les Anglais se reproduisent
- 2000 : Complicity
- 2000 : Essex Boys
- 2000 : Meurtres en sommeil ("Waking the Dead") (série télévisée)
- 2000 : My Fragile Heart (TV)
- 2000 : A Dinner of Herbs (feuilleton TV)
- 2000 : The Sleeper (TV)
- 2001 : McCready and Daughter (série télévisée)
- 2001 : Angelina Ballerina (série télévisée)
- 2001 : The Life and Adventures of Nicholas Nickleby (TV)
- 2001 : Hot Money (TV)
- 2002 : Rockface (série télévisée)
- 2002 : Ella and the Mothers (TV)
- 2002 : Goodbye, Mr. Chips (TV)
- 2003 : Sons & Lovers (TV)
- 2003 : Man Dancin'
- 2004 : Les Rivières pourpres 2 : Les Anges de l'apocalypse
- 2004 : Double Zéro
- 2004 : King of Fridges (TV)
- 2004 : Fungus the Bogeyman (TV)
- 2004 : Mon ange
- 2004 : The Tale of Jack Frost (TV)
- 2004 : Not Only But Always (TV)
- 2005 : Red Mercury
- 2005 : Cold Blood (TV)
- 2006 : A Good Murder (TV)
- 2006 : Ghostboat (TV)